# Jean Zinn-Justin
Jean Zinn-Justin (Berlín, 10 de julio de 1943) es un físico teórico francés.

## Biografía
Zinn-Justin estudió física, obteniendo su licenciatura en 1964 en la École Polytechnique y se doctoró en física teórica en Orsay (leyendo su tesis en 1968) bajo la supervisión de Marcel Froissart.
Zinn-Justin ha trabajado desde 1965 como físico teórico y matemático en el Centro de Investigación Nuclear de Saclay (CEA), donde fue jefe de física teórica entre 1993 y 1998. Ha sido profesor visitante en el Instituto de Tecnología de Massachusetts (MIT), la Universidad de Princeton, la Universidad Estatal de Nueva York en Stony Brook (1972) y la Universidad de Harvard, y además científico invitado en el CERN. De 1987 a 1995 fue Director de la escuela de verano de física teórica de Les Houches. En 2003 pasó a dirigir el DAPNIA (Departamento de Astrofísica, Física de Partículas, Física Nuclear e Instrumentación Asociada) de Saclay.
Ha realizado contribuciones fundamentales a la renormalizabilidad de las teorías gauge. Es una autoridad mundial en teoría cuántica de campos en partículas y transiciones de fase en física estadística y, en particular, en el grupo de renormalización que organiza y conecta estas dos áreas. Ha escrito libros definitivos sobre el tema.
En 1977, recibió el Premio Paul Langevin de la Sociedad Francesa de Física; en 1981, el Premio Ampère de la Academia Francesa de Ciencias; en 1996, el Premio Gentner-Kastler de la Sociedad Francesa de Física conjuntamente con la Sociedad Alemana de Física (DPG); en 2003, el Premio Gay-Lussac-Humboldt. En 2011 fue elegido miembro de la Academia Francesa de Ciencias.

### Libros
- Quantum Field Theory and Critical Phenomena, Clarendon Press, Oxford, 1989, 1993, 1996, 2002, 2021 ISBN 978-0198509233
- Path Integrals in Quantum Mechanics, Oxford University Press, 2005, ISBN 978-0198566748
- Phase Transitions and Renormalization Group, Oxford University Press, 2007,  ISBN 978-0199227198
- From Random Walks to Random Matrices, Oxford University Press, 2021,